# Filip Dolegiewicz
Filip Dolegiewicz (3 de septiembre de 2000) es un deportista estadounidense que compite en esgrima, especialista en la modalidad de sable. En los Juegos Panamericanos de 2023 obtuvo una medalla de plata en la prueba por equipos.

## Palmarés internacional
| Juegos Panamericanos | Juegos Panamericanos | Juegos Panamericanos | Juegos Panamericanos |
| Año                  | Lugar                | Medalla              | Prueba               |
| -------------------- | -------------------- | -------------------- | -------------------- |
| 2023                 | Santiago (Chile)     | Medalla de plata     | Sable por equipos    |